# Suša (gmina Gorenja vas-Poljane)
Suša – wieś w Słowenii, w gminie Gorenja vas-Poljane. W 2018 roku liczyła 51 mieszkańców.